# Уельва (провінція)
Уе́льва (ісп. Huelva) — провінція на півдні Іспанії, на заході автономного співтовариства Андалусія. Вона межує з провінціями Бадахос на півночі, Севілья і Кадіс на сході, Португалією на заході та Атлантичним океаном на півдні. Адміністративний центр — місто Уельва.
Площа провінції — 10 128 км². Населення — 513 403 осіб, з них близько 30 % живе у столиці провінції; густота населення — 50,69 особи/км². Адміністративно поділяється на 79 муніципалітетів.